# محاري رئوي
محاري رئوي (الاسم العلمي: Pleurotus pulmonarius) هو نوع من الفطريات يتبع جنس المحاري من فصيلة المحارية.